# Болдыгин, Евгений Михайлович
Евгений Михайлович Болдыгин (2 января 1978) — киргизский футболист, нападающий. Выступал за сборную Кыргызстана. Лучший бомбардир в истории чемпионатов Кыргызстана (222 гола).

## Карьера
Начинал свою карьеру в клубе «Динамо» (Ош). В 1997 году перешёл в «Жаштык-Ак-Алтын», в составе которого провёл 11 лет, становился чемпионом страны и лучшим бомбардиром первенства. Является лучшим бомбардиром в истории «Жаштыка-Ак-Алтына» (212 голов) и чемпионата Кыргызстана (222 гола). В 2003 году Болдыгин признавался лучшим футболистом Кыргызстана. За национальную сборную форвард провел 6 игр и забил 2 мяча. По версии Международной федерация статистики и футбольной истории (IFFHS) в августе 2009 занимал 205 место в рейтинге игроков, забивавших в национальных чемпионатах более 200 голов.

## Достижения
- Чемпион Кыргызстана (1): 2003.
- Серебряный призёр чемпионата Кыргызстана (2): 2001, 2002.
- Бронзовый призёр чемпионата Кыргызстана (7): 1996, 1999, 2004, 2005, 2006, 2007, 2009.
- Финалист Кубка Кыргызстана (7): 2001, 2002, 2003, 2004, 2005, 2006, 2008.